# Radianthus concinnata
Radianthus concinnata is een zeeanemonensoort uit de familie Stoichactidae.
Radianthus concinnata is voor het eerst wetenschappelijk beschreven door Lager in 1911.